# ابن خيرة المواعيني
أبو القاسم محمّد بن إبراهيم القُرطُبي الإشبيلي يعرف بـابن خِيَرَةَ المواعيني (؟ - 1169م/ 564 هـ) ناثر وشاعر عربي أندلسي من أهل القرن السادس الهجري/ الثاني عشر الهجري. ولد في قرطبة ونشأ بها ثم سكن إشبيلية وأصبح من أعيانها. عمل كاتبًا في بلاط الموحدين. كان أديبًا ناثرًا ومُتَرَسِّلًا وشاعرًا وناقدًا. وقد برز بكتابه في النقد وهو «ريحان الألباب وريعان الشباب». توفي في مدينة مراكش. 

## سيرته
هو أبو القاسم محمّد بن إبراهيم القرطبيُّ الإشبيلي، ولد في قرطبة بالدولة الموحدية ثم سكن إشبيلية وأصبح من أعيانها. سنة ولادته غير واضحة. تلقّى على أبو بكر بن العربي وابن أبي الخصال. 

دخل بلاط الموحدين، فقد كان كاتبًا لِوالي غرناطة أبي سعيد بن عبد المؤمن ثم لأخية أبي حفص عمر بن عبد المؤمن والي إشبيلية. ولمّا جاء أبو يعقوب إلى عرش الموحدين سنة 558 هـ/ 1163 م، أصبح ابنُ خيرةَ كاتبًا له وانتقل إلى مرّاكُش ثم توفي فيها سنة 564 هـ/ 1169 م.

## في الأدب ونقده
كان ابن خيرة أديبًا ناثرًا ومُتَرَسِّلًا وشاعرًا وناقدًا. ولعلّ النقدَ أبرزُ فنونه. له كتاب «ريحان الألباب ورَيَعان الشباب في مراتب الآداب» في النقد الأدبي، جعله سبع مراتب في أبواب متنوّعة هي، 1) مرتبةُ تدريجِ النُمُوّ والارتقاء إلى مراقي السُمو والاعتلاء، 2) مرتبة لُمَع من قانون العربية ونُبَذٍ من الألفاظ اللغوية، 3) مرتبة الإبهام بالمعاريض والكلام المُحتمل التعريض، 4) مرتبة الفصاحة في البلاغة وجامعٌ في لوازم إنشاء الصناعة، 5) مرتبة نظام القريض والتزام ميزان العروض، 6) مرتبة اقتضاب شجرة النسب ومنتهاه من ولد آدم ونوح إلى جذم العرب، 7) مرتبة اختيار الأشعار والأخبار وما يتعلّق بها من مأثور الحديث والآثار، وفيه تاريخ بني أمية وبني العبّاس وفتح الأندلس وذكر ولاتها إلى سنة 559 هـ.

أعتمد المواعيني على المشرقيين في آرائه الأدبية والنقدية، خصوصًا كتاب البيان والتبيين للجاحظ. عرض إحسان عباس في كتابه «تاريخ النقد الأدبي عند العرب» آراء ابن المواعيني، وقال عنه «يؤمن المواعيني أن الشاعر المولد يجب ألا يشذّ عن الاجتماع والجماعة، وليس له أن يكسر الشعر ويحتج بأشعار عبيد بن الأبرص ولا أن يزاحف ولا أن يخرم ولا أن  يخزم...».

وتأثير الشعر في رأي المواعيني إنما يتمّ بسبب التلاؤم بين الموضع ونفسية السامع، كالمدح في حال المفاخرة والمنافرة، والهجاء في حال المنابذة، والنسيب في حال شكوى العاشق، واهتياج شوقه ولوعه. ولا جديد عنده في قسمة الشعراء إلى مطبوع ومثقف متكلف أو في الحديث عن البديعة والروية. أو عن الجزالة الأعرابية والليونة الحضرية. وهو يرى الجمع المتوسط بين الجزالة والرقة. كأنه كان يرجو التوفيق بين المذهبين المتباعدين في الأندلس. 

لقد صرّح عمر فروخ بهذا أيضًا، وقال: «لعلّ من آراء المواعيني البارزة أنّه كان يُحاول أن يرى الصواب في جودة الشعر اجتماعَ الجَزالة (العربية القديمة) والرقّة (الأندلسية الحديثة) في القصائد كَي يُوَفَّق بينَ آراء النقّاد في الأندلس.» وكذلك فرّق بين الشعر والخطبة بالوزن ووحد بينهما في بعض المعاني.

### شعره
له أشعار متفرقة، قصيدة يمدح بها أبا حفص بن عبد المؤمن، وقصيدة يمدح الزبير بن عمر. ومن شعره في الكلام الحَسَن مكتوبًا بخطِّ جميلِ:

## مؤلفاته
- «الأمثال».
- «الوشاح المفصل».
- «ريحان الألباب وريعان الشباب».
- «زاد المعاد في هدي خير العباد».

## وصلات خارجية
- مخطوطة ريحان الألباب وريعان الشباب في مراتب الآداب في شبكة الألوكة
- في بوابة الشعراء